# Австрія на зимових Олімпійських іграх 1928
Австрія на зимових Олімпійських іграх 1928 була представлена 39 спортсменами у 8 видах спорту.

## Медалісти
| Медаль | Спортсмен                    | Вид             | Дисципліна |
| ------ | ---------------------------- | --------------- | ---------- |
| Срібло | Віллі Бекль                  | фігурне катання | чоловіки   |
| Срібло | Фрітці Бургер                | фігурне катання | жінки      |
| Срібло | Ліллі Шольц Отто Кайзер      | фігурне катання | пари       |
| Бронза | Мелітта Бруннер Людвіг Вреде | фігурне катання | пари       |